# 나카이 다카토
나카이 다카토(일본어: 中井 崇仁, 1999년 4월 8일~)는 일본의 축구 선수이다.

## 구단 경력
그는 2022년 J3리그의 후지에다 MYFC에 입단했다. 2022년 J3리그 준우승으로 J2리그로 승격했다. 2023년 8월 일본 풋볼 리그의 베르스파 오이타로 이적했다. 2024년까지 26경기에 출전하여, 7득점을 넣었다.